# Voyage au bout de l'hiver
Pour plus de détails, voir Fiche technique et Distribution.
Voyage au bout de l'hiver est un documentaire français réalisé par Erik et Anne Lapied sur  l'environnement montagnard et la dure vie des animaux sauvages au cœur du parc national du Grand Paradis. Le film a été complètement tourné pendant l'hiver du 2010, dans les Alpes.
Les cinéastes restent bloqués en Valsavarenche, dans le parc national du Grand Paradis, pendant quelques jours de l’hiver, et ils ne peuvent pas faire leur travail comme d’habitude.

## Distinctions
- Prix du meilleur film de montagne – Mountain film Awards (USA) -2012
- Prix des "Paysages Italiens" - Festival d'Orobie (Italie) - 2012
- Hérisson dʼOr – Festival de la Frapna - 2011
- Caméra dʼOr Environnement – Festival de Graz (Autriche) - 2011
- Grand Prix et prix du public – Festival de Tegernsee (Allemagne) - 2011
- Prix du public – Namur (Belgique) - 2011
- Grand Prix et Prix du meilleur film naturaliste – Trofeo Stambecco d'Oro (Italie) - 2011
- Grand Prix Festival della Lessinia (Italie) - 2011
- Grand Prix et Prix du Public – Festival d'Abbeville - 2011
- Grand Prix et Prix de la Télévision Slovène – Festival de Domžale (Slovénie) - 2011
- Diable d'Or Environnement – Festival de montagne des Diablerets (Suisse)- 2010
- Lirou d’Or – Festival International de Ménigoute-FIFO - 2010
- Prix du Public – Festival d’Autrans - 2010